# María Espinoza
María del Rosario Espinoza Espinoza (* 29. November 1987 in Guasave, Sinaloa) ist eine mexikanische Taekwondoin. Sie wurde 2007 Weltmeisterin im Mittelgewicht und 2008 Olympiasiegerin im Schwergewicht. 2012 gewann sie die olympische Bronzemedaille im Schwergewicht und 2016 die Silbermedaille in der gleichen Gewichtsklasse.

## Sportliche Karriere

### Jugend- und Juniorenbereich
María Espinoza begann bereits mit fünf Jahren mit dem Kampfsport. Mit 12 Jahren wechselte sie in das Leistungszentrum La Loma in San Luis Potosí. Seit 2003 startete sie bei internationalen Titelkämpfen im Juniorenbereich. Bei der Panamerikanischen Juniorenmeisterschaften 2003 in Rio de Janeiro gewann sie in der Klasse bis 59 kg den Titel, bei der Juniorenweltmeisterschaft 2004 in Suncheon erreichte sie das Viertelfinale.

### Der Weg zu sechs Olympia- und WM-Medaillen
Ihren ersten großen Wettkampf im Erwachsenenbereich bestritt Espinoza im Alter von 18 Jahren bei der Weltmeisterschaft 2005 in Madrid. Sie zog im Mittelgewicht bis 67 kg ins Viertelfinale ein und schied dort gegen Sandra Šarić aus. Bei den Zentralamerika- und Karibikspielen 2006 in Cartagena erreichte sie im Weltergewicht das Halbfinale, wo sie mit 1:5 gegen Noemar Leal verlor, aber die Bronzemedaille erkämpfte. Noch erfolgreicher verlief die folgende Weltmeisterschaft 2007 in Peking. Espinoza siegte im Mittelgewicht bis 72 kg im Finale gegen Lee In-jong und wurde Weltmeisterin. Eine weitere Goldmedaille errang sie im Schwergewicht bei den Panamerikanischen Spielen 2007 in Rio de Janeiro. Sie besiegte im Finale Natalia Silva. Espinoza qualifizierte sich für die Olympischen Spiele 2008 in Peking. Dort begann sie ihren Wettkampf im Schwergewicht über 67 kg mit zwei Siegen, schlug im Halbfinale Sarah Stevenson und im Finale Nina Solheim und wurde so die erste mexikanische Olympiasiegerin im Taekwondo. Ihre nächsten Titel gewann sie in der Gewichtsklasse bis 73 kg bei den Zentralamerika- und Karibikspielen 2010 in Mayagüez im Finale gegen Sandra Vanegas und im Schwergewicht bei den Panamerikameisterschaften im Dezember 2010 in Monterrey gegen die gleiche Finalgegnerin.
Beim amerikanischen Olympiaqualifikationsturnier 2011 in Santiago de Querétaro erreichte María Espinoza das Finale und sicherte sich die Teilnahme an ihren zweiten Olympischen Spielen 2012 in London. Dort gewann sie die Bronzemedaille im Schwergewicht mit einem 4:2-Sieg über Glenhis Hernández. Im September 2014 gewann sie bei den Panamerikameisterschaften in Aguascalientes die Silbermedaille und bezwang im November des gleichen Jahres in Veracruz wieder Glenhis Hernández mit 3:1 im Finale der Zentralamerika- und Karibikspiele. 2015 holte sie mit Silber im Schwergewicht in Toronto nach einer Finalniederlage gegen Jackie Galloway ihre zweite Medaille bei Panamerikanischen Spielen. 2016 revanchierte sich María Espinoza mit dem Halbfinalsieg über dieselbe Gegnerin bei den Olympischen Spielen in Rio de Janeiro und komplettierte ihren olympischen Medaillensatz mit dem Gewinn der Silbermedaille im Schwergewicht. Bei den Weltmeisterschaften 2017 in Muju sicherte sie sich Bronze in der Gewichtsklasse bis 73 kg und bei den Weltmeisterschaften 2019 in Manchester noch einmal eine Silbermedaille in der gleichen Gewichtsklasse. Damit errang sie in ihrer Karriere 14 internationale Medaillen, davon sechs bei Olympischen Spielen oder Weltmeisterschaften.

## Ehrungen und Stationen nach dem Karriereende
2017 wurde María Espinoza vom Mexikanischen Olympischen Komitee als „beste Sportlerin in der Geschichte des Landes“ gewürdigt. 2021 erhielt sie den mexikanischen Premio Nacional del Deporte für ihr Lebenswerk. 2022 erklärte sie ihren Rücktritt vom Wettkampfsport und übernahm kurz danach die Position als Trainerin der mexikanischen Nationalmannschaft im Para-Taekwondo. Am 7. März 2025 wurde sie an der Ehrenmauer des Parlamentsgebäudes ihres Heimatbundesstaats Sinaloa verewigt.

## Privates
María del Rosario Espinoza ist nicht verheiratet und seit dem 9. November 2022 Mutter einer Tochter namens María Jannet.